# Champgenéteux
Champgenéteux – miejscowość i gmina we Francji, w regionie Kraj Loary, w departamencie Mayenne.
Według danych na rok 1990 gminę zamieszkiwało 567 osób, a gęstość zaludnienia wynosiła 23 osób/km² (wśród 1504 gmin Kraju Loary Champgenéteux plasuje się na 808. miejscu pod względem liczby ludności, natomiast pod względem powierzchni na miejscu 408.).